# 크랍코비체군

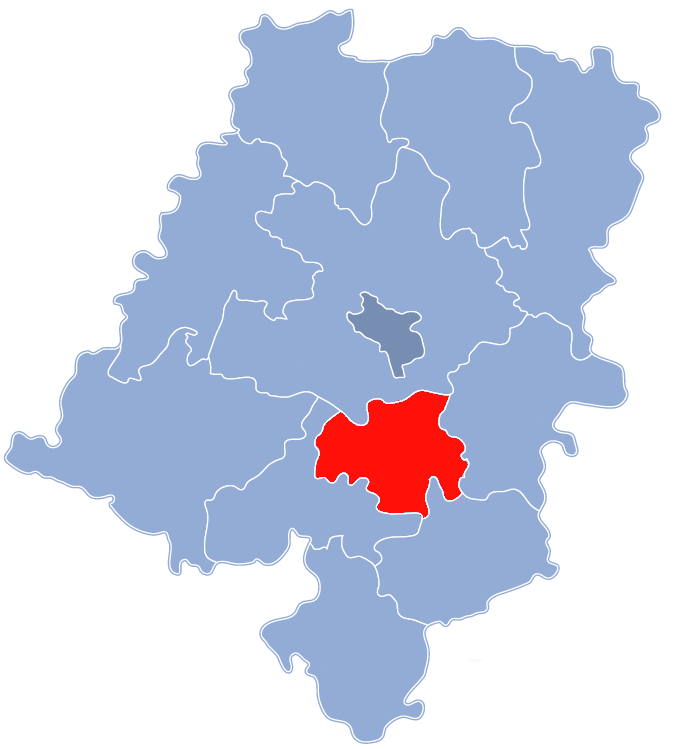
오폴레주 지도에 표시된 크랍코비체군의 위치

크랍코비체군(폴란드어: powiat krapkowicki)은 폴란드 오폴레주에 위치한 군으로 군청 소재지는 크랍코비체이며 면적은 442.35km2, 인구는 63,857명(2019년 6월 30일 기준), 인구 밀도는 140명/km2이다.
북쪽으로는 오폴레군, 동쪽으로는 스트셸체군, 남동쪽으로는 켕지에진코질레군, 서쪽으로는 프루드니크군과 접한다. 5개 지방 자치체(3개 도시형 농촌, 2개 농촌)를 관할한다.